# نهر تولانغ باونغ
نهر تولانغ باونغ (لغة لامبونج:Way Tulang Bawang) هو نهر حيث في الغالب يتدفق في لامبونغ، إندونيسيا. نهر يضفي اسمها إلى مديرية تولانغ باونغ ، حيث يصل إلى بحر جاوة ومديرية تولانغ باونغ الغربية. كما يتدفق عبر عاصمة المديرية في منغالا.
واحد من أكبر الأنهار في المحافظة، هو في المقام الأول يستخدم من قبل السكان المحليين كمصدر للري مع القليل من استخدام الممر المائي.

## التاريخ
في عقد 1750 الاحتلال الهولندي VOC تنافس مع الإمبراطورية البريطانية وأغلب سكان فلمبان
من أجل النفوذ في لامبونغ، خاصة في الفلفل التجارة. في البداية كانت تعتبر أقل من المرغوب فيه عند السكان المحليين لتولانغ باونغ بسبب الميل إلى تجنب الصراعات المحلية. في 1751 تم اختطاف موظف هولندي والاعتداء عليه من قبل أمير محلي . لم يكن ذلك حتى منتصف عقد 1800 عندما تمكنت جزر الهند الشرقية الهولندية من إخضاع السكان المحليين وإقامة إدارة رسمية على الضفاف. في مطلع القرن العشرين، تمت تسوية ضفاف تولانغ باوانغ وروافده بنحو 30,000 شخص، مقارنة بالمناطق غير المأهولة نسبيا بعيدا عن الأنهار. كانوا في الغالب في الداخل قبائل لامبونغ الذين يعيشون في منازل السكان الأصليين.

## الجغرافيا
يتدفق النهر في جنوب شرق منطقة سومطرة في الغالب من الغابات الاستوائية المطيرة المناخ (سميت Af في كوبن-جيجر تصنيف المناخ). يبلغ متوسط درجة الحرارة السنوية في المنطقة هو 25 درجة مئوية. أحر شهر أيلول / سبتمبر، عندما يبلغ متوسط درجة الحرارة حوالي 28 °C, و أبرد في كانون الثاني / يناير في الساعة 22 درجة مئوية. متوسط هطول الأمطار السنوي هو 3248 ملم. أمطار شهر ديسمبر / كانون الأول مع متوسط 547 ملم من الأمطار والأكثر جفافا هو سبتمبر / أيلول مع 40 ملم من هطول الأمطار.

## الملاحظات والمراجع
1. ↑  Wai Tulangbawang - Geonames.org. نسخة محفوظة 06 أكتوبر 2017 على موقع واي باك مشين.
2. ↑  Sungai Tulangbawang - OpenStreetMap. 2011. نسخة محفوظة 20 يناير 2018 على موقع واي باك مشين.
3. ↑  Yasland, Mursalin (3 Feb 2017). "Dua Sungai di Lampung Jadi Transportasi Publik". Republika (بالإندونيسية). Archived from the original on 2018-03-19. Retrieved 2017-10-05.
4. ↑  Atsushi، Ota (2006). Changes of regime and social dynamics in West Java : society, state, and the outer world of Banten, 1750-1830. Leiden: Brill. ص. 68, 92. ISBN:9789004150911.
5. ↑  Kusworo، Ahmad (2014). Pursuing Livelihoods, Imagining Development: Smallholders in Highland Lampung, Indonesia. ANU E Press. ص. 20. ISBN:9781925021486. مؤرشف من الأصل في 2018-07-06. اطلع عليه بتاريخ 2017-10-05.
6. ↑  Peel، M C؛ Finlayson، B L؛ McMahon، T A (2007). "Updated world map of the Köppen-Geiger climate classification". Hydrology and Earth System Sciences. ج. 11. DOI:10.5194/hess-11-1633-2007. مؤرشف من الأصل في 2019-08-16. {{استشهاد بدورية محكمة}}: يحتوي الاستشهاد على وسيط غير معروف وفارغ: |1= (مساعدة)صيانة الاستشهاد: دوي مجاني غير معلم (link)
7. ↑  "NASA Earth Observations Data Set Index". NASA. 30 يناير 2016. مؤرشف من الأصل في 2019-04-07.
8. ↑  "NASA Earth Observations: Rainfall (1 month - TRMM)". NASA/Tropical Rainfall Monitoring Mission. 30 يناير 2016. مؤرشف من الأصل في 2019-04-19.